# Heart of Stone (песня Шер)
«Heart of Stone» — песня, написанная Энди Хиллом и Питом Синфилдом для группы Bucks Fizz в 1988-м. Наиболее известная версия песни была записана через год, американской певицей и актрисой Шер.

## О песне

### Версия Bucks Fixx
Группа записала песню на студии Эбби-Роуд и в 1988-м выпустила её как первый сингл со сборника хитов The Story So Far . В ноябре 1988-го песня достигла #50 в британском чарте, став их последним синглом, попавшим в чарты.

### Версия Шер
Также в ноябре 1988-го песню записала Шер, «Heart of Stone» стала одной из первых, записанных для нового альбома, который будет назван также.
Песня была выпущена как четвёртый американский и третий европейский сингл с альбома в начале 1990 года. В видео, снятом на песню, Шер находится в темной комнате, на стены которой проецируются старые кадры с её участием. Видеоклип был снят в первую неделю 1990-го. Сингл попал в топ-20 чартов США, Польши и Ирландии, но остался позади топ-40 Великобритании, расположившись под #43.

## Выступления
Шер исполнила песню во время следующих турне:
- Heart of Stone Tour (отсутствовала на некоторых концертах)
- Do You Believe? Tour (была удалена из сет-листа после первых концертов)
- The Farewell Tour (исполнялась в первых двух частях, а также на последних двух шоу)

## Список композиций
Heart Of Stone CD Single
1. «Heart of Stone» (LP version) (4:18)
2. «Heart of Stone» (Remix) (4:16)
3. «All Because of You»

## Чарты
| Чарт(1990)                                   | Место |
| -------------------------------------------- | ----- |
| U.S. Billboard Hot 100                       | 20    |
| U.S. Billboard Hot Adult Contemporary Tracks | 30    |
| Canadian Singles Chart                       | 26    |
| German Singles Chart                         | 23    |
| Irish Singles Chart                          | 24    |
| Polish Singles Chart                         | 18    |
| UK Singles Chart                             | 43    |